# Raphaelle Peale
Raphaelle Peale (ur. 17 lutego 1774, zm. 4 marca 1825) – amerykański malarz, uważany za pierwszego profesjonalnego twórcę martwych natur w Ameryce.

## Życiorys
Urodził się w Annapolis w rodzinie malarza i wynalazcy Charlesa Willsona Peale. Jego nauczycielem był ojciec, który skłonił go do malowania miniaturowych portretów. W 1793 Raphaelle wyjechał do Ameryki Południowej i Meksyku w poszukiwaniu osobliwości przyrodniczych dla muzeum założonego przez ojca. Po powrocie pracował w muzeum, gdzie zajmował się m.in. taksydermią. Prawdopodobnie wtedy zatruł się arsenem i rtęcią, które były używane do przygotowania preparatów.
Począwszy od 1809 r. artysta cierpiał na powtarzające się ataki delirium, a od 1813 miał poważne problemy z poruszaniem się i chodził o lasce. Przyczyną jego problemów zdrowotnych były zapewne zarówno wcześniejsze zatrucie metalami ciężkimi jak i alkoholizm. W tym czasie zaczął z powodzeniem malować martwe natury, które wystawiał m.in. Pennsylvania Academy of the Fine Arts. Obecnie uważany jest za prekursora tego gatunku w Stanach Zjednoczonych. Schorowany artysta zmarł przedwcześnie w 52 roku życia w Filadelfii.
Raphaelle Peale był żonaty z Martą (Patty) McGlathery, z którą miał ośmioro dzieci. Malarstwem zajmowali się także jego bracia, Rembrandt Peale (1778–1860), Rubens Peale (1784–1865) i Titian Ramsay Peale (1799–1885).

## Dzieła

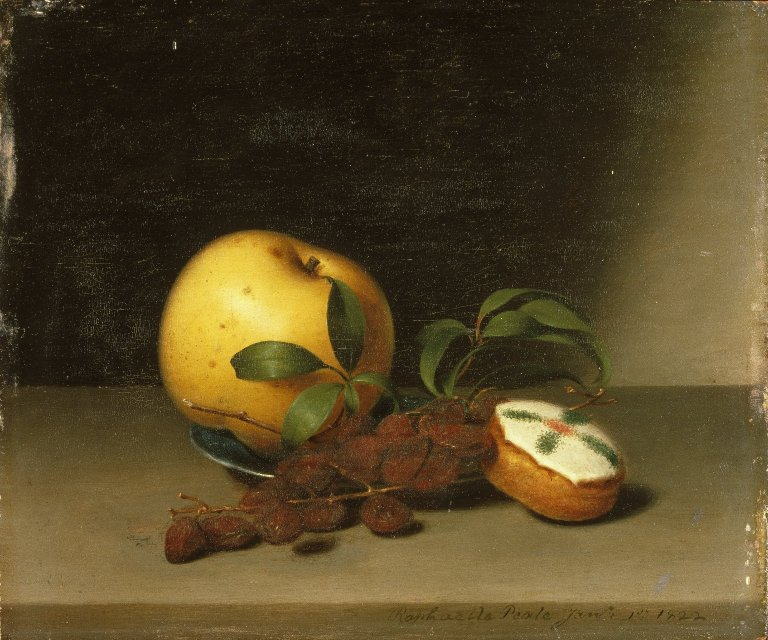
Martwa natura z ciastkiem, ok. 1822, Brooklyn Museum w Nowym Jorku
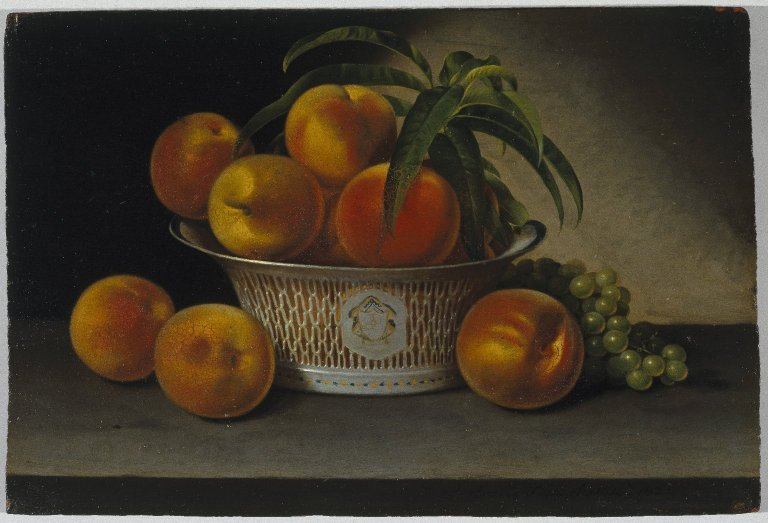
Martwa natura z brzoskwiniami, ok. 1821, Brooklyn Museum w Nowym Jorku
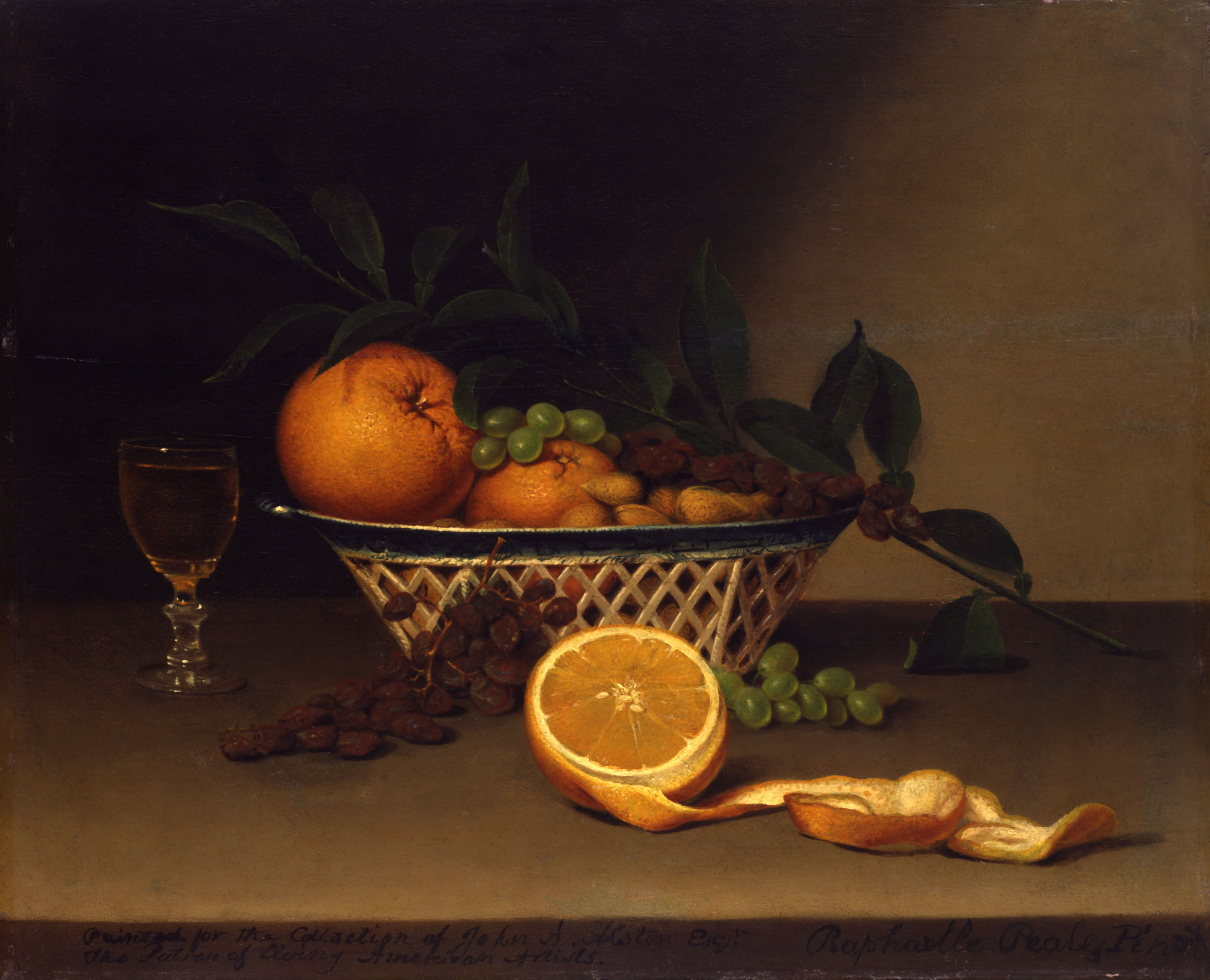
Martwa natura z pomarańczami, 1818